# 諏訪賴水
諏訪賴水（日语：／ Suwa Yorimizu，1571年1月18日—1641年2月23日）是日本江戶時代前期的大名。信濃諏訪藩初代藩主。父親是諏訪賴忠。

## 生平
在元龜元年12月23日（1571年1月18日）出生，家中長男。元龜元年（1577年），以6歲之齡受父親賴忠讓予諏訪大社大祝之職。天正18年（1590年），與父親一同在小田原征伐中從軍。此後因為主家德川氏移封至關東地方，賴忠父子離開諏訪並隨之移至關東，被賜予武藏國奈良梨。後來移封至上野國總社，同年受父親讓予家督。慶長5年（1600年），在關原之戰中跟隨德川秀忠軍，被任命守備信濃國和上野國，因為這次功績，在戰後的慶長6年（1601年）10月被賜予信濃國高島2萬7千石，被允許復歸。
慶長19年（1614年），在大坂之陣中被任命守備甲府城，長男忠賴率軍出陣。因為在冬之陣時被命令留守在城中等，因此在夏之陣時，請求向大坂從軍，不過沒被允許，在夏之陣時亦負責守備甲府城。
元和2年（1616年），負責軟禁被改易的松平忠輝，此後由諏訪氏負責照顧忠輝，直至忠輝死去。寬永11年（1634年），受到第3代將軍德川家光邀請參加宴會，得到深厚信任。寬永17年（1640年），把家督讓予忠賴（忠恒）並隱居，於翌年（1641年）1月14日死去。享年72歲。

## 人物
- 政治手腕優秀，因為前代領主實行七公三民政策，令荒蕪農地的百姓逃離，賴水將他們召回，並獎勵開發新田等，盡力令藩政安定。

- 性格剛毅且正義感強。某日，有罪犯逃進諏訪氏的菩提寺永明寺，賴水命令把犯人交出，但是僧侶以寺院特權為理由拒絕，此時被激怒的賴水放火燒寺，在捕獲罪人後將其斬首，此時匿藏罪人的僧侶亦被處刑。此後，賴水在寬永8年（1631年）建造新的菩提寺賴岳寺。